# Dohrniphora conlanorum
Dohrniphora conlanorum är en tvåvingeart som beskrevs av Giar-Ann Kung och Brown 2005. Dohrniphora conlanorum ingår i släktet Dohrniphora och familjen puckelflugor.
Artens utbredningsområde är Costa Rica. Inga underarter finns listade i Catalogue of Life.